# Z Herculis
Z Herculis är en dubbelstjärna och RS Canum Venaticorum-variabel i stjärnbilden Herkules.
Stjärnan varierar mellan visuell magnitud +7,3 och 8,18 med en period av 3,9928077 dygn.